# 동경 123도
동경 123도(東經123度)는 본초 자오선에서 동쪽으로 123도 떨어진 경선이다. 북극점에서 시작하여 북극해, 아시아, 태평양, 인도양, 오스트랄라시아, 남극해, 남극을 거쳐 남극점에 이른다.
동경 123도는 서경 57도와 이어져 지구의 둘레를 이룬다.
북극점에서 남극점까지 동경 123도선은 다음 지역을 지나간다.
| 좌표                                                    | 나라, 지역, 해역 | 주석 |
| ------------------------------------------------------- | ---------------- | --- |
| 북위 90° 0′ 동경 123° 0′  / 북위 90.000° 동경 123.000°  | 북극해           | |
| 북위 78° 2′ 동경 123° 0′  / 북위 78.033° 동경 123.000°  | 랍테프해         | |
| 북위 72° 57′ 동경 123° 0′  / 북위 72.950° 동경 123.000° | 러시아           | 사하 공화국 아무르주                                                                                             |
| 북위 53° 30′ 동경 123° 0′  / 북위 53.500° 동경 123.000° | 중화인민공화국   | 헤이룽장성 내몽골 자치구 헤이룽장성 내몽골 자치구 지린성 내몽골 자치구 랴오닝성                                  |
| 북위 39° 40′ 동경 123° 0′  / 북위 39.667° 동경 123.000° | 황해             | 중화인민공화국 산둥성 산둥반도 (북위 37° 23′ 동경 122° 42′  / 북위 37.383° 동경 122.700° ) 바로 동쪽을 지나감    |
| 북위 33° 17′ 동경 123° 0′  / 북위 33.283° 동경 123.000° | 동중국해         | 중화인민공화국 저장성 저우산 군도 (북위 30° 25′ 동경 122° 56′  / 북위 30.417° 동경 122.933° ) 바로 동쪽을 지나감 |
| 북위 24° 28′ 동경 123° 0′  / 북위 24.467° 동경 123.000° | 일본             | 오키나와현 요나구니섬                                                                                            |
| 북위 24° 26′ 동경 123° 0′  / 북위 24.433° 동경 123.000° | 태평양           | 필리핀해 |
| 북위 14° 7′ 동경 123° 0′  / 북위 14.117° 동경 123.000°  | 필리핀           | 루손섬 |
| 북위 13° 31′ 동경 123° 0′  / 북위 13.517° 동경 123.000° | 라가이만         | |
| 북위 13° 9′ 동경 123° 0′  / 북위 13.150° 동경 123.000°  | 필리핀           | 부리아스섬 |
| 북위 13° 0′ 동경 123° 0′  / 북위 13.000° 동경 123.000°  | 시부얀해         | |
| 북위 11° 30′ 동경 123° 0′  / 북위 11.500° 동경 123.000° | 필리핀           | 파나이섬 |
| 북위 11° 5′ 동경 123° 0′  / 북위 11.083° 동경 123.000°  | 기마라스 해협    | |
| 북위 10° 55′ 동경 123° 0′  / 북위 10.917° 동경 123.000° | 필리핀           | 네그로스섬 |
| 북위 9° 3′ 동경 123° 0′  / 북위 9.050° 동경 123.000°    | 술루해           | |
| 북위 8° 25′ 동경 123° 0′  / 북위 8.417° 동경 123.000°   | 필리핀           | 민다나오섬 |
| 북위 7° 28′ 동경 123° 0′  / 북위 7.467° 동경 123.000°   | 셀레베스해       | |
| 북위 0° 58′ 동경 123° 0′  / 북위 0.967° 동경 123.000°   | 인도네시아       | 술라웨시섬 미나하사반도                                                                                          |
| 북위 0° 30′ 동경 123° 0′  / 북위 0.500° 동경 123.000°   | 토미니만         | |
| 남위 0° 37′ 동경 123° 0′  / 남위 0.617° 동경 123.000°   | 인도네시아       | 술라웨시섬 티무르반도                                                                                            |
| 남위 0° 54′ 동경 123° 0′  / 남위 0.900° 동경 123.000°   | 펠렝 해협        | |
| 남위 1° 12′ 동경 123° 0′  / 남위 1.200° 동경 123.000°   | 인도네시아       | 펠렝섬 |
| 남위 1° 31′ 동경 123° 0′  / 남위 1.517° 동경 123.000°   | 반다해           | 인도네시아 마누이섬 (남위 3° 35′ 동경 123° 2′  / 남위 3.583° 동경 123.033° ) 바로 서쪽을 지나감                  |
| 남위 4° 0′ 동경 123° 0′  / 남위 4.000° 동경 123.000°    | 인도네시아       | 워워니섬 |
| 남위 4° 12′ 동경 123° 0′  / 남위 4.200° 동경 123.000°   | 반다해           | 인도네시아 술라웨시섬 (남위 4° 19′ 동경 122° 54′  / 남위 4.317° 동경 122.900° ) 바로 동쪽을 지나감               |
| 남위 4° 23′ 동경 123° 0′  / 남위 4.383° 동경 123.000°   | 인도네시아       | 부톤섬 |
| 남위 4° 56′ 동경 123° 0′  / 남위 4.933° 동경 123.000°   | 반다해           | |
| 남위 5° 9′ 동경 123° 0′  / 남위 5.150° 동경 123.000°    | 인도네시아       | 부톤섬 |
| 남위 5° 23′ 동경 123° 0′  / 남위 5.383° 동경 123.000°   | 반다해           | |
| 남위 8° 17′ 동경 123° 0′  / 남위 8.283° 동경 123.000°   | 인도네시아       | 플로레스섬, 아도나라섬, 솔로르섬                                                                                 |
| 남위 8° 30′ 동경 123° 0′  / 남위 8.500° 동경 123.000°   | 사부해           | |
| 남위 10° 44′ 동경 123° 0′  / 남위 10.733° 동경 123.000° | 인도네시아       | 로테섬 |
| 남위 10° 52′ 동경 123° 0′  / 남위 10.867° 동경 123.000° | 인도양           | |
| 남위 12° 14′ 동경 123° 0′  / 남위 12.233° 동경 123.000° | 오스트레일리아   | 애시모어 카르티에 제도                                                                                           |
| 남위 12° 17′ 동경 123° 0′  / 남위 12.283° 동경 123.000° | 인도양           | |
| 남위 16° 23′ 동경 123° 0′  / 남위 16.383° 동경 123.000° | 오스트레일리아   | 웨스턴오스트레일리아주                                                                                           |
| 남위 33° 52′ 동경 123° 0′  / 남위 33.867° 동경 123.000° | 인도양           | 오스트레일리아 정부는 이 해역을 남극해의 일부로 본다.                                                            |
| 남위 60° 0′ 동경 123° 0′  / 남위 60.000° 동경 123.000°  | 남극해           | |
| 남위 66° 40′ 동경 123° 0′  / 남위 66.667° 동경 123.000° | 남극             | 오스트레일리아령 남극 지역, 오스트레일리아가 영유권을 주장한다.                                                  |

## 같이 보기
- 동경 122도
- 동경 124도